# L'Ordre naturel des choses
L'Ordre naturel des choses (titre original portugais : A Ordem Natural das Coisas) est le neuvième roman de l'écrivain portugais António Lobo Antunes, publié en 1992. 

## Structure
ce roman, comme souvent chez Lobo Antunes, plusieurs personnages prennent successivement la parole, donnant au lecteur l'accès à plusieurs points de vue des mêmes faits. IL est composé de 5 parties, divisées elles-mêmes en 4 ou 7 chapitres. Deux narrateurs différents se partagent une partie sans qu'aucun indice extérieur au texte vienne préciser de qui il s'agit. On ne découvre son identité qu'à l'interprétation des indices fournis pas la lecture du chapitre. Le récit n'est pas chronologique. Il arrive qu'on retrouve un même épisode raconté de manière différente, voire contredit. 

## Résumé
Le livre premier nous offre la confession amoureuse d'un homme couché près de sa femme qui est beaucoup plus jeune que lui. Cette confession se mêle à des souvenirs de son enfance provoqués par les odeurs extérieures. On apprend que ce modeste fonctionnaire publique subvient seul aux besoins de la famille de Iolanda qui vit sous le même toit. 
L'autre narrateur de cette partie est un ex-agent de la Police Politique (PIDE), Ernesto da Conceição Portas qui se prétend professeur d'hypnotisme. Ce personnage s'adresse à quelqu'un qui se présente comme écrivain. Ce dernier le paye pour enquêter sur la vie d'un fonctionnaire public auquel il souhaite consacrer son prochain livre. Il nous dévoile ainsi la misérable vie de ce fonctionnaire. 
Le deuxième livre est composé de récits du père de Iolanda, Domingos, et de sa tante, Orquidea. Domingos a gardé de son travail dans les mines en Afrique une perturbation mentale. Il pense voler sous la terre et creuse des trous dans la maison. Orquidea, tourmentée par le souvenirs du propriétaire d'un cinéma itinérant avec qui elle aurait eu une relation se lamente de sa disparition. 
Le troisième livre est cons&cré aux détails de la vie de la famille du fonctionnaire public. Les narrateurs sont ses oncles, du côté de sa mère, Julieta. L'un d'eux se nomme Jorge Valadas, militaire emprisonné et décédé dans une prison de Tavira. L'autre, Fernando, que son père traitait de stupide est le seul témoin de l'adultère de leur mère, le seul à connaître le vrai père de Julieta.
Le quatrième livre débute avec la narration de Iolanda, la femme du fonctionnaire, suivi de celle d'un étudiant nommé Alfredo, qui serait son petit ami. 
Le dernier livre a pour narrateur Julieta, la mère du fonctionnaire et une dame âgée qui aurait été voisine de la famille de Julieta. Elle avouera être l'auteure du livre en cours.